# Cryptocephalus crenatus
Cryptocephalus crenatus – gatunek chrząszcza z rodziny stonkowatych i podrodziny Cryptocephalinae.
Gatunek ten został opisany w 1854 roku przez Thomasa Vernona Wollastona.
Chrząszcz endemiczny dla portugalskiej Madery.